# ستيوارت روجرز
ستيوارت روجرز (18 مارس 1923 في المملكة المتحدة - 6 نوفمبر 1969 في المملكة المتحدة) (بالإنجليزية: Stuart Rogers)‏ هو لاعب كريكت بريطاني وبريطاني (وحمل سابقاً جنسية المملكة المتحدة لبريطانيا العظمى وأيرلندا). لعب مع نادي مقاطعة سومرست للكريكت ‏.